# Eleni Antoniadou
Eleni Antoniadou (em grego:  Ελένη Αντωνιάδου; nascida em 1988) é uma figura pública e cientista grega.

## Infância e Educação
Eleni Antoniadou nasceu em 1988 em Salonica, na Grécia. Ela estudou Ciência da Computação e Informática Biomédica na Universidade da Grécia Central e obteve Mestrado em Nanotecnologia e Medicina Regenerativa pela University College London.

## Carreira
Ela foi relatada como uma cientista ativa nas áreas de medicina regenerativa, bioengenharia de órgãos artificiais e medicina espacial. Eleni cofundou uma empresa chamada Transplantes sem Doadores.
Em 2014, ela foi incluída na lista da BBC das 100 mulheres mais inspiradoras do mundo, e em 2015 na lista da Forbes de 30 mulheres incríveis com menos de 30 anos.
Em 2016, atuou como presidente da 2ª convenção anual regular do Parlamento Europeu da Saúde, que se descreve como um movimento multidisciplinar para sugerir soluções para a saúde aos decisores políticos da União Europeia.
A fabricante de brinquedos Mattel produziu uma edição especial da boneca Barbie com a imagem de Eleni Antoniadou como parte de sua série em homenagem ao 60º aniversário Role Models. Foi a primeira vez que uma boneca Barbie retratou uma mulher grega.

## Crítica
Após uma recomendação da Ministra da Educação, Niki Kerameus, em 2019, os cientistas levantaram preocupações de que os meios de comunicação gregos pudessem não ter verificado as suas credenciais acadêmicas e que ela pudesse ter deturpado as suas realizações. A Wikipédia grega posteriormente modificou seu artigo sobre Eleni Antoniadou depois que as deturpações foram reveladas, e o think tank grego Dianeosis (διαΝΕΟσις) a removeu de seu comitê consultivo.
De acordo com o site 'Ellinika Hoaxes', a afirmação de que ela é "a cientista que fez a primeira traqueia artificial do mundo a partir de células-tronco que foram transplantadas com sucesso em um paciente" é falsa, já que o receptor faleceu apenas 18 meses depois da operação, enquanto o cirurgião que a realizou, Paolo Macchiarini, foi duramente criticado por práticas médicas erradas e demitido do Instituto Karolinska onde trabalhava. O nome de Eleni Antoniadou não constava da publicação científica referente tanto à construção da traqueia quanto à operação. Poucos meses após a morte do paciente, Eleni apareceu em entrevistas e afirmou incorretamente que o paciente sobreviveu. A publicação no Journal of Biomedical Materials Research foi retirada.
Apesar dos relatórios relevantes e de seu currículo, Eleni Antoniadou não trabalhou diretamente para a NASA nem participou de treinamento de astronautas, conforme relatado em entrevista, mas em vez disso participou de um experimento de curta duração com roupas espaciais. A alegação de que ela recebeu o prêmio NASA-ESA Outstanding Researcher Award em 2012 não foi confirmada. De acordo com Stamatis Krimizis, cientista espacial da Universidade Johns Hopkins da NASA, a NASA e a ESA têm apenas prêmios separados. Eles também não tem nome na lista de ganhadores de prêmios da NASA até 2012.
Uma publicação da BBC criticou fortemente os meios de comunicação gregos e o seu papel, que, embora conduzissem várias entrevistas com Eleni Antoniadou, não verificaram se o que lhe foi atribuído estava correto. A própria BBC já a havia incluído nas 100 Mulheres de 2014. O Partido Popular Europeu incluiu-a num post no Twitter como uma das 11 gregas mais importantes do século XX.